# Terre-de-Bas
Terre-de-Bas (tɛʁ də ba, v antilské kreolštině Tèdéba) je obec ve francouzském zámořském departementu a zároveň zámořském regionu Guadeloupe na Malých Antilách, jež zahrnuje ostrov Terre-de-Bas a několik dalších neobydlených ostrůvků souostroví Les Saintes, jmenovitě  La Coche, Les Augustins a Le Pâté na jihozápad od dvojostrova Guadeloupe. Ze dvou obydlených ostrovů souostroví Les Saintes je Terre-de-Bas ten méně obydlený.

## Historie
Přestože Kryštof Kolumbus objevil ostrov již v roce 1493, první francouzští osadníci sem připluli až roku 1648. 
V období let 1759 až 1815 zde docházelo ke střídání francouzské a britské nadvlády. Proto Francouzi v letech 1777–1779 vybudovali na sousedním ostrově Terre-de-Haut pevnost nazvanou Fort Louis, kterou roku 1805 přejmenovali na počest císaře Napoleona III. na Fort Napoléon.
V době americké války za nezávislost se 9.–12. dubna 1782 u Les Saintes odehrála velká námořní bitva mezi britskou a francouzskou flotilou. Bitva skončila britským vítězstvím a obsazením ostrovů.
Po podepsání Pařížské mírové smlouvy a následující Versailleské smlouvy se Les Saintes opět vrátilo Francii.
V září 1928 zasáhl ostrov silný cyklón, který způsobil značné škody.
Dne 19. března 1946 vyhlásil předseda Prozatímní vlády Francouzské republiky generál Charles de Gaulle zákon o departementalizaci, jímž se kolonie Guadeloupe stala zámořským departementem. Od té doby byl Terre-de-Bas spojen jako obec s ostrovem Guadeloupe ve stejnojmenném novém departementu.
Dne 21. listopadu 2004 zasáhlo ostrov Terre-de-Bas zemětřesení o síle 6,3 stupně. Jeho epicentrum se nacházelo mezi ostrovem Dominika a souostrovím Les Saintes. Otřesy dosáhly intenzity VIII (významné strukturální poškození) na Medvěděvově–Sponheuerově–Kárníkově stupnici (MSK).. Materiální škody byly značné.